# غيلروي (كاليفورنيا)
غيلروي (بالإنجليزية: Gilroy)‏ هي إحدى مدن مقاطعة سانتا كلارا، كاليفورنيا. تم إعطاءها لقب مدينة في 12 مارس، 1870.

## المناخ
يظهر الجدول التالي التغييرات المناخية على مدار السنة لغيلروي:
| البيانات المناخية لـغيلروي         | البيانات المناخية لـغيلروي | البيانات المناخية لـغيلروي | البيانات المناخية لـغيلروي | البيانات المناخية لـغيلروي | البيانات المناخية لـغيلروي | البيانات المناخية لـغيلروي | البيانات المناخية لـغيلروي | البيانات المناخية لـغيلروي | البيانات المناخية لـغيلروي | البيانات المناخية لـغيلروي | البيانات المناخية لـغيلروي | البيانات المناخية لـغيلروي | البيانات المناخية لـغيلروي |
| الشهر                              | يناير                      | فبراير                     | مارس                       | أبريل                      | مايو                       | يونيو                      | يوليو                      | أغسطس                      | سبتمبر                     | أكتوبر                     | نوفمبر                     | ديسمبر                     | المعدل السنوي              |
| ---------------------------------- | -------------------------- | -------------------------- | -------------------------- | -------------------------- | -------------------------- | -------------------------- | -------------------------- | -------------------------- | -------------------------- | -------------------------- | -------------------------- | -------------------------- | -------------------------- |
| متوسط درجة الحرارة الكبرى °ف (°م)  | 60 (16)                    | 64 (18)                    | 67 (19)                    | 72 (22)                    | 78 (26)                    | 84 (29)                    | 88 (31)                    | 88 (31)                    | 86 (30)                    | 79 (26)                    | 68 (20)                    | 60 (16)                    | 75 (24)                    |
| متوسط درجة الحرارة الصغرى °ف (°م)  | 37 (3)                     | 41 (5)                     | 43 (6)                     | 44 (7)                     | 49 (9)                     | 52 (11)                    | 54 (12)                    | 54 (12)                    | 53 (12)                    | 48 (9)                     | 42 (6)                     | 37 (3)                     | 46 (8)                     |
| الهطول إنش (مم)                    | 4.70 (119)                 | 3.74 (95)                  | 3.24 (82)                  | 1.40 (36)                  | .39 (9.9)                  | .10 (2.5)                  | .05 (1.3)                  | .05 (1.3)                  | .32 (8.1)                  | .90 (23)                   | 2.21 (56)                  | 3.72 (94)                  | 20.83 (529)                |
| متوسط أيام هطول الأمطار (≥ .01 in) | 10                         | 9                          | 9                          | 6                          | 2                          | 1                          | 0                          | 0                          | 1                          | 3                          | 6                          | 9                          | 58                         |
| متوسط الأيام الممطرة (≥ .1 in)     | 7                          | 6                          | 6                          | 3                          | 1                          | 0                          | 0                          | 0                          | 1                          | 2                          | 4                          | 6                          | 37                         |
| المصدر: NOAA                       |                            |                            |                            |                            |                            |                            |                            |                            |                            |                            |                            |                            |                            |

## ديموغرافيا
بحسب تعداد الولايات المتحدة 2010 فإن غيلروي (كاليفورنيا) يعيش فيها 48,821 نسمة.

## توأمة
لغيلروي (كاليفورنيا) اتفاقيات توأمة مع:
- آنغرا دو هروئيسمو

## أعلام
- جيف غارسيا
- جون هدسون
- ستيف هود
- وليام هدسون
- إيفي أندرسون
- جورج واشنطن كيرك